# Dave Bartholomew
Pour les articles homonymes, voir Bartholomew.
David Louis Bartholomew, dit Dave Bartholomew, né le 24 décembre 1918 à Edgard (Louisiane) et mort le 23 juin 2019 à Metairie (Louisiane),, est un trompettiste, chanteur, chef d'orchestre, compositeur et arrangeur américain de rhythm and blues et de rock 'n' roll.
Auteur de plus de 4 000 chansons, il a composé, arrangé et produit la plupart des standards de Fats Domino.

## Biographie
Né à Edgard en Louisiane, Dave Bartholomew fait ses débuts à la trompette dans des marching bands de La Nouvelle-Orléans, puis dans un club flottant du Mississippi. Il crée ensuite son propre orchestre, l'un des plus populaires de Louisiane. De nombreuses maisons de disques font appel à ses talents.
Nommé directeur artistique chez Imperial Records en 1949, il repère Fats Domino au club Hideaway. Il coécrit son premier titre The Fat Man sur lequel il l'accompagne avec son orchestre. Ils écriront ensemble quantité de tubes, comme Ain't That a Shame (1955), Blue Monday (1956), I'm Walkin' (1957), My Girl Josephine (1960) entre autres. Il monte un groupe d'accompagnement composé d'Allen Toussaint (piano), Frankie Fields (basse), Earl Palmer (batterie), Lee Allen, Herb Hardestry et Alvin Tyler (saxophones). Ils jouent notamment sur Tutti Frutti de Little Richard, Lawdy Miss Clawdy et Stagger Lee, de Lloyd Price, I Hear You Knocking de Smiley Lewis, etc.
Il enregistre également quelques titres où il chante lui-même, comme Country Boy (1949) ou Good Jax Boogie (1950). Son style a un fort impact sur l'île toute proche de la Jamaïque où naissent le shuffle et le ska.
En 1963, Liberty Records rachète Imperial. Bartholomew refuse de quitter La Nouvelle-Orléans pour Los Angeles et entre dès lors dans une semi-retraite. Il enregistre encore quelques disques de jazz dixieland dans les années 1980. Il s'est produit plus récemment au New Orleans Jazz and Heritage Festival. Il est entré au Rock and Roll Hall of Fame en 1991 et au Blues Hall of Fame en 2007.
Il apparaît dans la première saison de la série Treme, produite par HBO, lors d'un concert avec Antoine Baptiste et Allen Toussaint s'illustrant dans un solo de trompette sur Time Is on My Side.